# Bounce (singel Calvina Harrisa)
„Bounce” – to utwór szkockiego producenta muzycznego i DJ-a Calvina Harrisa wraz z gościnnym udziałem Kelis. Wydany został 27 lipca 2012 roku przez wytwórnię płytową Columbia Records jako pierwszy singel DJ-a z jego trzeciego albumu studyjnego, zatytułowanego 18 Months. Twórcą tekstu oraz producentem utworu jest Calvin Harris. Do singla nakręcono także teledysk, a jego reżyserią zajęli się Vincent Haycock i AG Rojas. „Bounce” zadebiutował na drugiej pozycji na liście przebojów w Wielkiej Brytanii.

## Pozycje na listach przebojów
| Kraj            | Lista (2012)            | Pozycja | Status             |
| --------------- | ----------------------- | ------- | ------------------ |
| Australia       | Top 50 Singles          | 7       | 3× platynowa płyta |
| Dania           | Tracklisten Top 40      | 4       | –                  |
| Holandia        | Single Top 100          | 28      | –                  |
| Irlandia        | Top 50 Singles          | 6       | –                  |
| Norwegia        | Top 20 Singles          | 18      | —                  |
| Nowa Zelandia   | Top 40 Singles          | 6       | –                  |
| Szkocja         | Scottish Singles Top 40 | 1       | –                  |
| Wielka Brytania | Singles Top 100         | 2       | złota płyta        |